# Tatankacephalus cooneyorum
Il tatankacefalo (Tatankacephalus cooneyorum) è un dinosauro erbivoro appartenente agli anchilosauri, o dinosauri corazzati. Visse verso la fine del Cretaceo inferiore (Aptiano/Albiano, circa 120 milioni di anni fa) e i suoi resti fossili sono stati ritrovati in Nordamerica (Montana).

## Descrizione
Questo dinosauro è conosciuto principalmente grazie a un cranio incompleto, che nell'animale in vita doveva essere lungo 32 centimetri, oltre ad altri resti come alcune costole, placche ossee e un dente isolato. La struttura del cranio era abbastanza insolita rispetto a quella degli altri anchilosauri: la volta cranica era infatti a cupola, con una sorta di cresta ossea che attraversava posteriormente il cranio. Come tutti gli anchilosauri, Tatankacephalus doveva possedere un pesante corpo corazzato, ma non è chiaro il modo in cui era disposta l'armatura.

## Classificazione
I fossili di Tatankacephalus sono stati rinvenuti nella formazione Cloverly, che ha restituito i resti di altri dinosauri ben noti come il teropode Deinonychus, l'ornitopode Tenontosaurus e un altro anchilosauro, Sauropelta. Tatankacephalus era distinto da quest'ultimo a causa di caratteristiche craniche che hanno portato i paleontologi a considerarlo un anchilosauro abbastanza primitivo: era infatti presente un'apertura che, negli anchilosauri evoluti, era ricoperta dall'armatura. Sembra che i suoi più stretti parenti possano essere i nodosaurini, una famiglia di anchilosauri pesantemente corazzati, appartenenti alla famiglia Nodosauridae.

## Significato del nome
Il nome Tatankacephalus deriva dalla parola di lingua Oglala tatanka (“bisonte”) e da quella greca kephale (“testa”), con riferimento alla forma arrotondata della testa dell'animale. 